# Sants Estació
Sants Estació – stacja metra w Barcelonie, na linii 3 i 5. Znajduje się w pobliżu dworca Barcelona Sants. Stacja została otwarta w 1969.